# Château de Montargis
Le château de Montargis est un château fort français et une ancienne résidence royale aujourd'hui en grande partie ruinée, situé à Montargis dans le département du Loiret en région Centre Val de Loire.

## Description

### Château

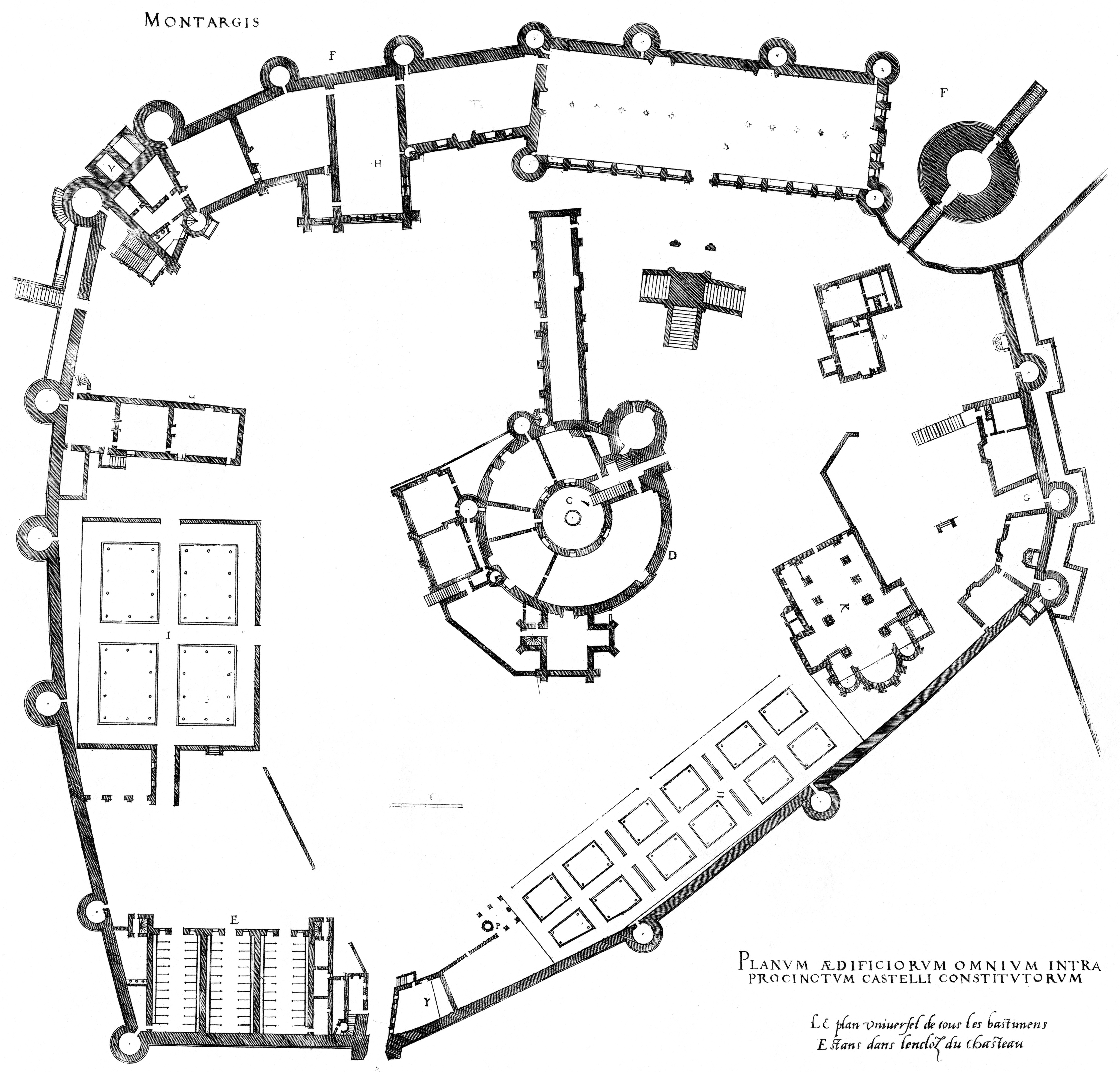
Plan du château de Montargis d'après Jacques Ier Androuet du Cerceau (1576)

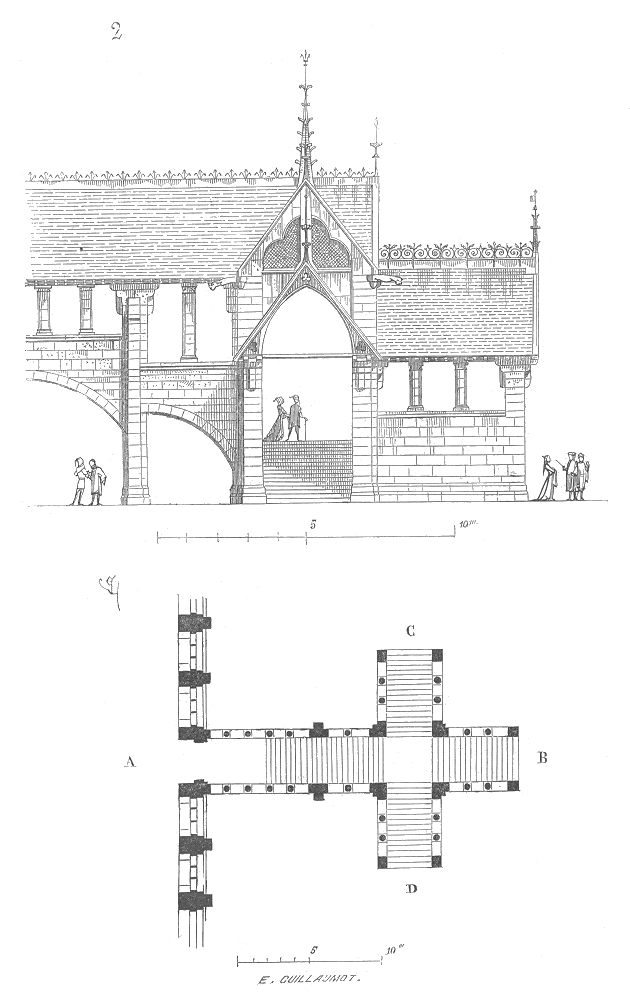
L'escalier du XVe siècle à trois rampes d'accès, dans la cour, menant à la grand'salle, d'après Viollet-le-Duc.

Le château de Montargis est aujourd'hui partiellement en ruine. Il subsiste de l'édifice la tour carrée dite « poterne », une des trois écuries, les trois tours nord édifiées sous le règne du roi de France Philippe Auguste, par son architecte Gauthier, et des vestiges enfouis dont ceux de l'église basse de l'église Sainte-Marie (XIIe siècle) et du donjon rasés par Philippe d'Orléans, frère de Louis XIV et ceux des caves du jardin royal du XIIIe siècle, jardin royal rasé par Philippe Égalité en 1787 qui y édifia une filature de coton mais aussi de la Grande salle et des appartements royaux.
À la fin de l'Ancien Régime, le château subsiste en son entier. En 1810 est commencée la démolition qui se termine en 1837 avec la chute de la tour de l'Horloge.
Grâce aux plans et dessins du graveur et architecte français Jacques Ier Androuet du Cerceau, aux sources du XVIIIe siècle et aux estampes du début du XIXe siècle notamment celles du peintre et graveur français Anne-Louis Girodet, une restitution est partiellement possible.
Le château est situé sur le rebord du plateau dominant la vallée du Loing, à l'ouest de la ville. Il s'inscrit dans un polygone irrégulier, ceint d'une muraille munie de tours et d'un fossé. Au nord s'élève le donjon auquel se rattache la « grande salle », édifiée pour le roi de France Charles V, constituée d'un rez-de-chaussée et d'un étage carré. Un escalier extérieur en bois, qui se dresse librement devant le bâtiment, dessert l'étage. À la suite de la « grande salle » se trouvait une première chambre qui précédait la chapelle édifiée par Charles V. Celle-ci est en communication avec la chambre du roi, à laquelle est annexé un cabinet placé dans une tour ronde. Le logis royal s'achève par l'appartement de la reine. Le centre du polygone est marqué par la « vieille tour », de plan annulaire avec une cour centrale, que l'on identifie avec la tour construite sous le règne du roi des Francs Clovis Ier. À proximité se trouve l'église de la Madeleine, bâtie à la fin du XIIe siècle pour Lambert de Courtenay[réf. souhaitée]. En dessous de cette église se situe l'église basse dont une chapelle serait dédiée à saint Ginefort.
Le château possède trois accès : au sud-est, la « poterne » qui s'ouvre vers la ville ; à l'ouest, un accès desservant la cour d'Orléans devant le logis royal ; et le « guichet » sous la tour de Philippe Auguste ou Grosse tour au nord.

### Jardins

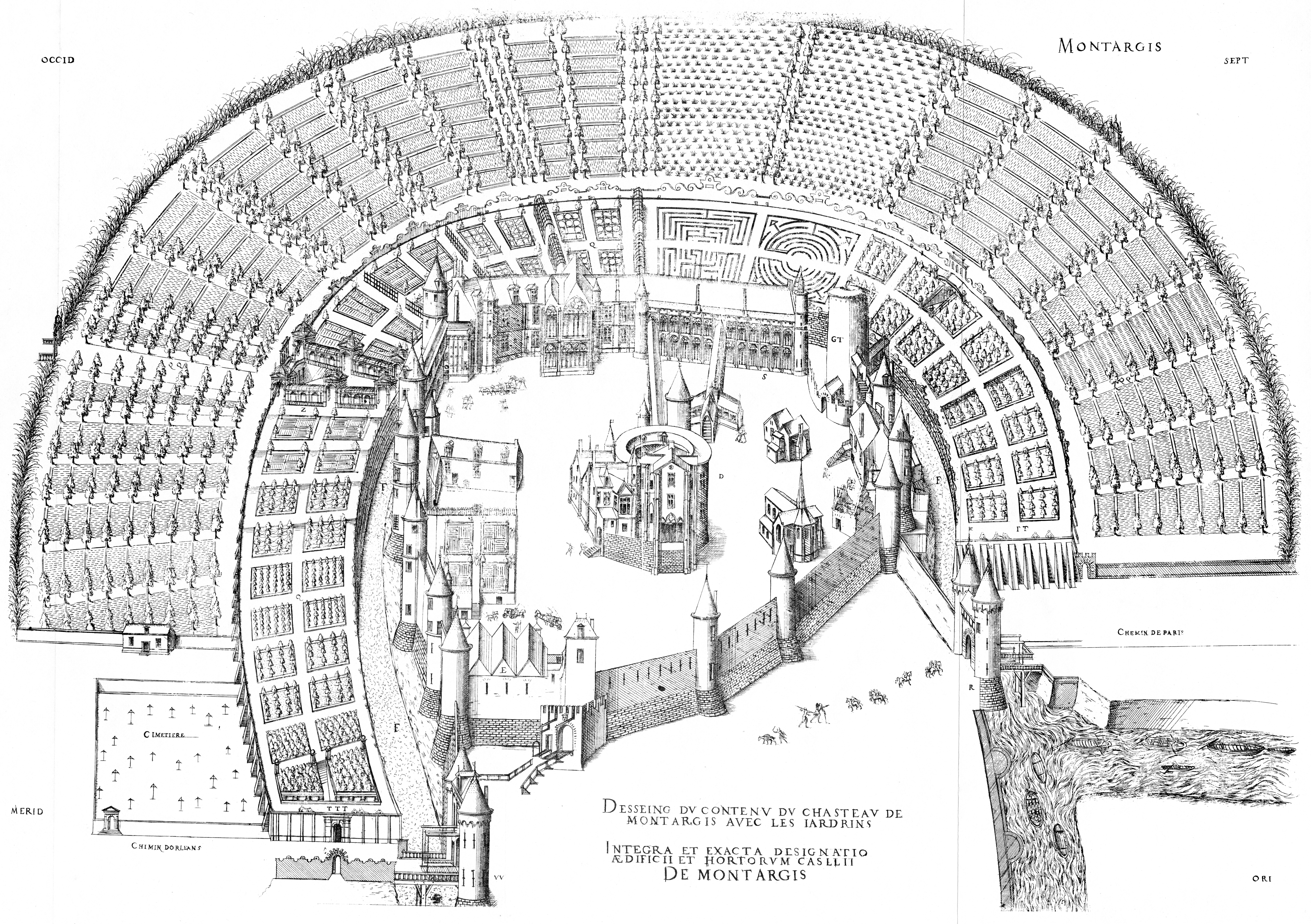
Le château et ses jardins circulaires, représentés tels qu'ils étaient à la Renaissance par Jacques Androuet du Cerceau.

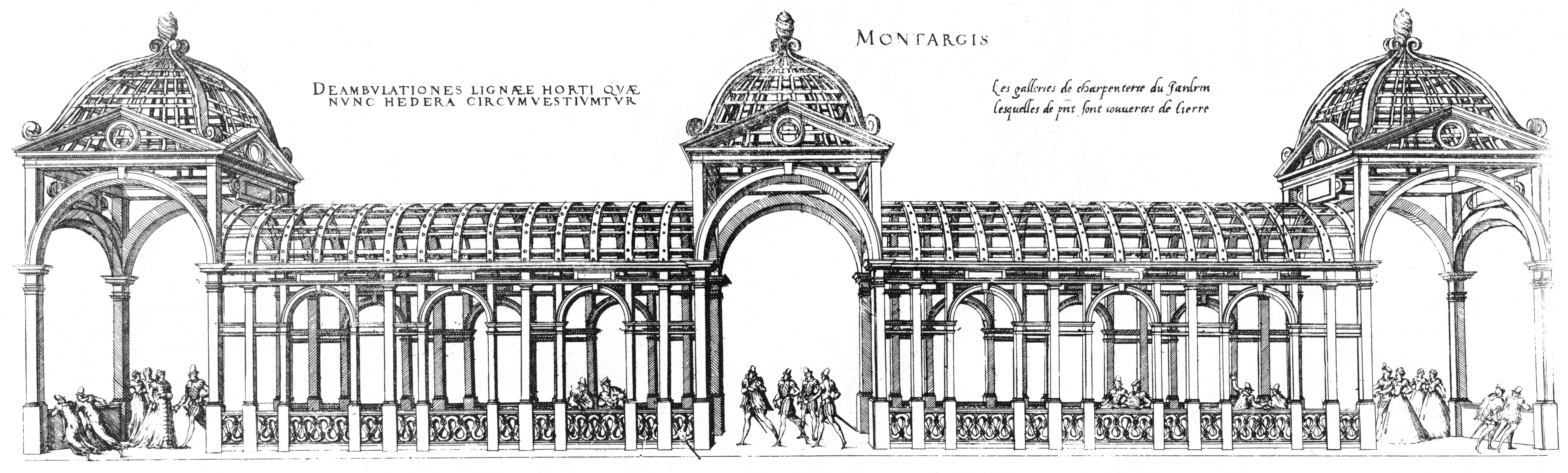
Une galerie en bois, support de lierres, vignes et autres plantes grimpantes, ornant les jardins à la Renaissance.

Les jardins d'agrément ont été dessinés et réalisés par Jérôme Teste, jardinier que Renée de France, fille cadette du roi de France Louis XII, fait venir de son château de Ferrare (Italie). Il reçoit le titre de « Jardinier du Roi et de Madame Renée de France ». Les jardins d'agrément sont entourés du jardin de subsistance. Ces deux jardins forment une deuxième et une troisième enceinte, presque complètes. Ils sont endommagés par les guerres de religion, et malgré la volonté du fils[Lequel ?] de Renée de France et de sa fille[Laquelle ?], ils ne sont plus entretenus à compter de 1604. Par la suite, ces terrains sont cédés à des Montargois. Sur une partie de ceux-ci sera édifié un télégraphe de Chappe sous le règne de l'Empereur Napoléon Ier, qui fonctionnera peu de temps. Une autre partie de ces terrains sont acquis par la Ville pour accroître la surface du cimetière qui les jouxte au XVIe siècle et aussi pour les urbaniser, à l'exception des deux tiers des jardins d'agrément formant la première couronne qui sont cédés à la Ville dans les années 1970 (en fait en deux fois 1955 et 1975). Sur cette partie des jardins est érigée une halle de sport et, depuis mars 2010, ont été recréés 12 carreaux selon les plans de du Cerceau. Cette initiative a été financée par la Ville de Montargis et la région Centre-Val de Loire.

## Histoire

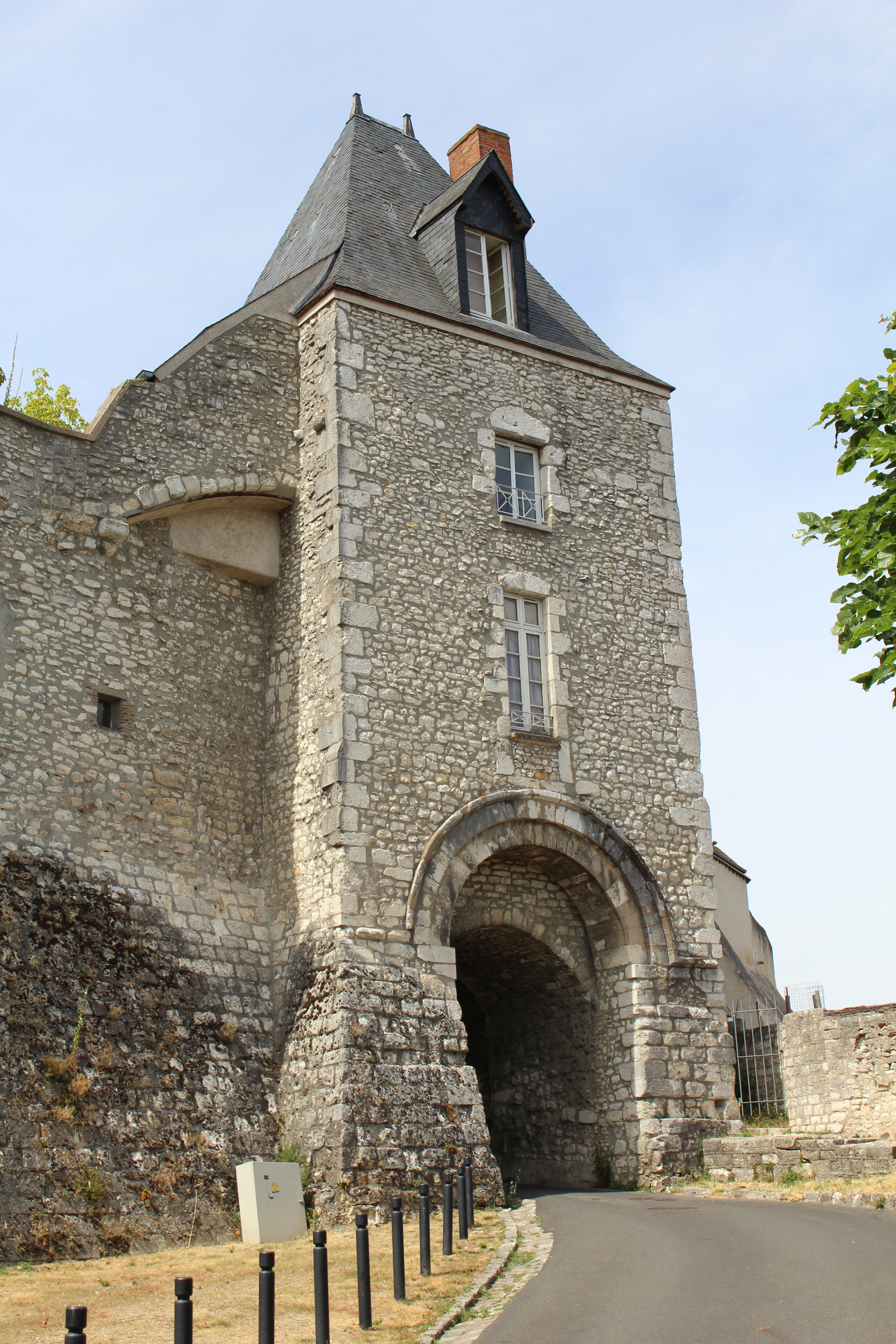
Une porte du château

### Moyen Âge
Selon la tradition, le château de Montargis a pour origine une haute et puissante tour fortifiée sur la colline édifiée par le roi des Francs Clovis au Moyen Âge au Ve ou VIe siècle afin d'assurer la défense de la porte de son royaume contre les incursions qui ravagent alors le pays.

#### Famille de Courtenay
La première mention connue du titre de « Seigneur de Montargis » est attribuée en 1069 à Jocelin de Courtenay dans la charte divisant le Gâtinais en Gâtinais français (propriété de la Couronne et dont la capitale est Nemours) et Gâtinais orléanais, propriété du seigneur de Courtenay avec pour capitale Montargis. Jocelin de Courtenay reçoit le Gâtinais orléanais à son mariage par l'intermédiaire de la dot de sa femme[Laquelle ?].
Vers 1130, Miles de Courtenay entreprend la construction d'un nouveau château à proximité immédiate de la vieille tour. L'achèvement de ces travaux en 1149 coïncide avec la mise en place d'une première enceinte réalisée par Renaud de Courtenay, fils de Miles ; celle-ci protège l'agglomération située au pied du château. L'église Sainte-Marie-Madeleine construite sous Miles est déjà au XIIe siècle l'église paroissiale de Montargis. D'autres constructions sont attribuées à Pierre Ier de Courtenay, septième enfant du roi Louis le Gros, devenu seigneur de Montargis par son mariage avec Élisabeth de Courtenay (1151). Leur fils Pierre II de Courtenay (1155-1219) sera couronné Empereur latin d'Orient à Constantinople en 1216. Il épouse Yolande de Hainaut en secondes noces en 1193. Deux de leurs enfants, Robert (1201 † 1228) et Baudouin II (1218 † 1273), sont empereurs latins de Constantinople. Baudouin II épouse Marie de Brienne, fille de Jean de Brienne, roi de Jérusalem. Leur fils Philippe Ier de Courtenay devient empereur titulaire de Constantinople. Il n'a qu'une fille, Catherine de Courtenay (1274 - † 1307), qui épouse Charles de Valois, fils de Philippe le Hardi en 1301 (fils de roi, frère de roi, oncle de trois rois, père de roi, mais jamais roi lui-même). Leur fille Jeanne de Valois épouse en 1318 Robert III d'Artois.

#### Famille royale
Le beau-fils de Catherine de Courtenay, Philippe, devient roi de France sous le nom de Philippe VI et fonde la dynastie des Valois. C'est la raison pour laquelle Charles V et Charles VI, ses petits-fils et arrière-petits-fils séjournent au château de Montargis dont la décoration de la grande salle entreprise par Charles V, de par l'héraldisme décrit par Perec au XVIe siècle, raconte l'origine et les alliances de la famille de Valois.

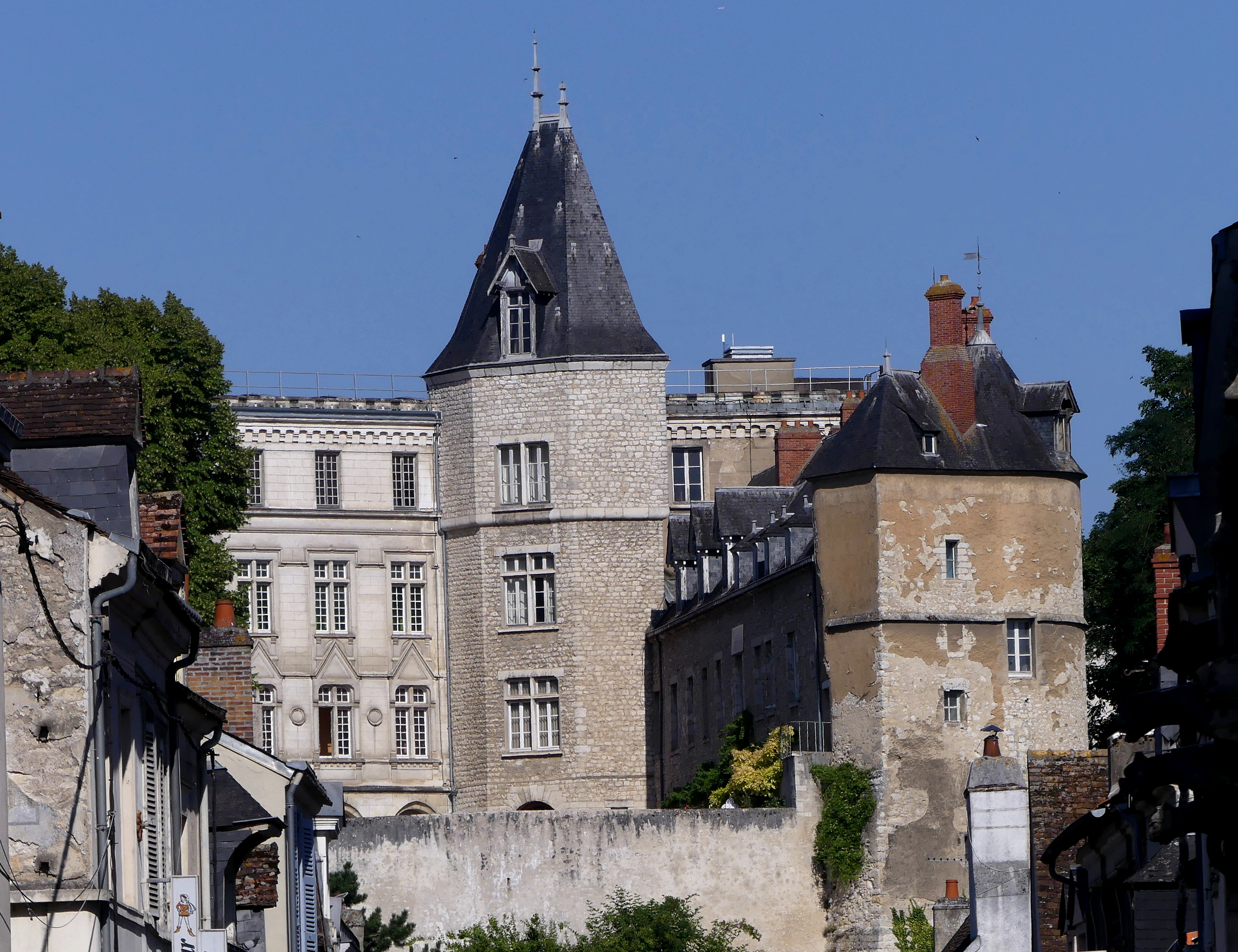
Château vu de la rue du Général-Leclerc

En 1184, Philippe Auguste réunit Montargis à la couronne - condition au mariage de son cousin Pierre II de Courtenay avec Agnès Ire de Nevers. Cette unification concerne le château, ses terres et le fief de Courtenay. Le mariage a lieu en l'église du château devant le Roi et la Cour. Pierre II de Courtenay accompagne Philippe Auguste à la troisième croisade en 1190. Le roi, qui réside au château à plusieurs reprises, fait élever un donjon. À partir de 1370, Charles V, « second fondateur de Montargis », entreprend des travaux d'extension et de rénovation. Il en confie la réalisation à Raymond du Temple, le célèbre architecte du palais du Louvre et des châteaux de Vincennes et de Sully-sur-Loire. Les pièces maîtresses en sont la « grande salle des armes » et une nouvelle chapelle intégrée dans le logis royal. En 1379, le gros-œuvre est achevé. Les travaux se terminent en 1380 par la pose d'une horloge, une des premières de France. Simultanément est entreprise la réalisation d'une deuxième enceinte autour de la ville.

### Époque moderne

#### Famille royale
Après la mort de son mari Hercule II d'Este, duc de Ferrare, Renée de France, fille de Louis XII et d'Anne de Bretagne, se retire à Montargis qui fait partie de son apanage. La princesse fait du château un refuge pour les protestants. Aussitôt après son arrivée en 1561, elle entreprend d'importants travaux pour rendre habitable sa résidence, gravement endommagée par l'incendie qui dévasta la ville en 1525 et par les destructions des huguenots en 1562 (première guerre de religion de 1562-1563). Jacques Androuet du Cerceau est chargé de la réalisation : il y fait allusion dans ses Plus excellents bastiments de France : « Laquelle (Renée de France) estant veuce, et retirée en France l'an 1560 trouvant ce lieu ainsi beau, et tel que dessus, toutefois fort descheu et demoly, et par ce moyen rendu quasy inhabitable, l'a amplement réparé, embelly et enrechichy d'aucuns nouveaux bastiment, jardins, et d'autres commoditez, tel qu'on la voit à présent, et y a fait sa demeure ordinaire iusques à son trépas ». On peut attribuer à Du Cerceau les tonnelles ou « galeries de charpenteries lesquelles de présent sont couvertes de lierre », inspirées de celles que l'architecte et peinte italien Bramante réalisa dans les jardins du Vatican, et les nombreuses portes monumentales formant un point de vue dans les allées du jardin.
La vaste basse-cour médiévale est occupée par l'ancien donjon, par une église et par des écuries accolées à la courtine près du châtelet d'entrée. Ces écuries imposantes divisées en trois nefs ont été commandées par Renée de France, qui les a fait construire à l'intérieur même de l'enceinte, dans un périmètre qui comporte également les bâtiments de résidence tournés vers les nouveaux parterres.

#### Famille d'Orléans
Pendant la minorité de Louis XIII, Marie de Médicis rachète aux héritiers d'Anne d'Este la seigneurie de Montargis, qui en 1612 devient l'apanage du duc d'Orléans jusqu'à la Révolution française de 1791.

### Époque contemporaine
Le château est vendu à réméré par Philippe Égalité à son administrateur l'amiral Latouche-Tréville en 1791 qui en restera propriétaire jusqu'à sa mort en 1804 et que ses " héritiers " revendiqueront. L'actif successoral ne comblant pas les dettes de l'amiral, le château est saisi par un créancier en 1809 et mis aux enchères au tribunal de commerce de Montargis en 1809. Il est vendu à vil prix à un entrepreneur qui se livre à sa démolition entre 1810 et 1835 afin d'en récupérer les matériaux.
En 1846, les écuries sont vendues aux sœurs du Bon-Secours, qui les revendent en 1983 à la société d'HLM Hamoval, chapelle comprise. Hamoval les cède en partie à la SCI du château de Montargis en 2008, qui en cède une partie (sauf la chapelle) à la Fondation Culture et Promotion (diocèse), en octobre 2020.
Louise Adelaïde de Vaublanc, veuve de Cintré, ayant acquis le château en 1897 de Madame de Clerval, elle le cède en 1919 au chanoine Lane, supérieur de l'Institution Saint-Louis, qui lui-même le cède en 1934 en partie à la société civile immobilière du château de Montargis, créée cette même année. L'actionnaire unique de cette S.C.I. est le Fonds de dotation " château royal de Montargis " depuis 2016. La SCI du château de Montargis cède sur saisie une partie de la propriété à la Fondation Culture et Promotion (diocèse d'Orléans) en octobre 2020.
En 2020, l'enceinte castrale dispose de cinq propriétaires : Hamoval devenu Vallogis, Fondation Culture et Promotion, SCI du chateau de Montargis et Fonds de dotation château royal de Montargis.

## Restauration et protection
La restauration des remparts face à la ville a été achevée en 2011. La restauration de la tour située à l'Est devrait commencer en octobre 2018. Une partie des jardins médiévaux et Renaissance du château est recréée : dits « Jardins d'agrément », ils ceinturaient les remparts et douves sèches. Un parcours piétonnier et documenté permettra en 2021 aux visiteurs de découvrir ce « château royal ».
Un local d'archives sous la chapelle Notre-Dame auxiliatrice abrite des dessins, gravures et documents sur l'histoire du château de Montargis.
Un musée présente des documents et plans, et en 2021, une maquette physique et une maquette virtuelle du château de Montargis.

## Visites
Le château peut être visité sur demande auprès de l'office du tourisme de la ville durant la période de novembre 2020 à avril 2021.